# (13681) Monty Python
(13681) Monty Python est un astéroïde de la ceinture principale.

## Description
(13681) Monty Python est un astéroïde de la ceinture principale. Il fut découvert par Miloš Tichý et Zdeněk Moravec le 7 août 1997 à l'observatoire Klet'. Il présente une orbite caractérisée par un demi-grand axe de 2,98 UA, une excentricité de 0,066 et une inclinaison de 10,115° par rapport à l'écliptique.
Il fut nommé en hommage aux Monty Python, troupe célèbre d'humoristes britanniques.

## Compléments